# Половинка (Чусовской городской округ)
Половинка — посёлок в Чусовском городском округе Пермского края России.

## Географическое положение
Расположен примерно в 11 километрах по прямой линии на северо-восток от города Чусовой.

### Климат
Климат умеренно-континентальный. Среднегодовая температура воздуха колеблется около 0 градусов, среднемесячная температура января — минус 16 градусов, июля — плюс 17 градусов, заморозки отмечаются в мае и сентябре, а иногда и в июне. Высота снежного покрова достигает 80 см. Продолжительность залегания снежного покрова 170 дней. Преобладающее направление ветра в течение всего года — южное. Продолжительность вегетационного периода 118 дней. В течение года выпадает 500—700 мм осадков.

## История
С 1943 по 1996 год являлся частью посёлка Скальный.
Посёлок представляет собой поселение для сотрудников учреждения ФКУ ИК-37 ГУФСИН России по Пермскому краю. Известно, что исправительно — трудовая колония № 37 строгого режима образована была в 1973 году. С сентября 2016 года её перепрофилирована в исправительную колонию строгого режима, предназначенную для содержания бывших работников судов и правоохранительных органов.
С 2004 по 2019 год посёлок входил в Скальнинское сельское поселение Чусовского муниципального района.

## Население
| 2010 | 2021  |
| ---- | ----- |
| 1291 | ↘1078 |

Постоянное население посёлка составляло 1528 человек в 2002 году (русские 83 %), 1291 человек в 2010 году.